# USS Harder (SS-257)
| «Гардер» | «Гардер» | «Гардер» |
| --- | --- | --- |
| USS Harder (SS-257) | | |
| | | |
| Американський ПЧ «Гардер». 19 лютого 1944 | | |
| Верф | General Dynamics Electric Boat, Гротон, Коннектикут                                                                          | General Dynamics Electric Boat, Гротон, Коннектикут                                                                          |
| Під прапором | США | США |
| Належність | ВМС США | ВМС США |
| Порт приписки | Перл-Гарбор | Перл-Гарбор |
| На честь | риби підродини гардер родини кефалевих, що мешкає поблизу Південної Африки                                                   | риби підродини гардер родини кефалевих, що мешкає поблизу Південної Африки                                                   |
| Замовлення | 1 липня 1940 | 1 липня 1940 |
| Закладений | 1 грудня 1941 | 1 грудня 1941 |
| Спуск на воду | 19 серпня 1942 | 19 серпня 1942 |
| Введений до складу флоту | 2 вересня 1942 | 2 вересня 1942 |
| На службі | 1942—1944 | 1942—1944 |
| Сучасний статус | 24 серпня 1944 року потоплений японським корветом Kaibokan No.22 західніше провінції Пангасінан філіппінського острова Лусон | 24 серпня 1944 року потоплений японським корветом Kaibokan No.22 західніше провінції Пангасінан філіппінського острова Лусон |
| Бойовий досвід | Друга світова війна Тихоокеанський ТВД * Битва у Філіппінському морі                                                         | Друга світова війна Тихоокеанський ТВД * Битва у Філіппінському морі                                                         |
| Нагороди | 6 бойових зірок | 6 бойових зірок |
| Проєкт | | |
| Тип ПЧ | дизель-електричний торпедний ДПЧ                                                                                             | дизель-електричний торпедний ДПЧ                                                                                             |
| Розробник проєкту | Electric Boat | Electric Boat |
| Основні характеристики | | |
| Швидкість (надводна) | 21 вузол (39 км/год) | 21 вузол (39 км/год) |
| Швидкість (підводна) | 9 вузлів (17 км/год) | 9 вузлів (17 км/год) |
| Робоча глибина занурення | 60 м | 60 м |
| Гранична глибина занурення | 91 м | 91 м |
| Дальність плавання | 11 000 миль (20 000 км) на швидкості 10 вузлів (18,6 км/год) (надводна)                                                      | 11 000 миль (20 000 км) на швидкості 10 вузлів (18,6 км/год) (надводна)                                                      |
| Автономність плавання | 48 годин на швидкості 2 вузли (3,7 км/год) 75 днів                                                                           | 48 годин на швидкості 2 вузли (3,7 км/год) 75 днів                                                                           |
| Екіпаж | 60 офіцерів та матросів | 60 офіцерів та матросів |
| Розміри | | |
| Довжина найбільша (по КВЛ) | 95,02 м | 95,02 м |
| Ширина корпусу найб. | 8,31 м | 8,31 м |
| Середня осадка (по КВЛ) | 5,2 м | 5,2 м |
| Водотоннажність надводна | 1 510 т | 1 510 т |
| Водотоннажність підводна | 2 090 т | 2 090 т |
| Силова установка | | |
| дизель-електрична; 4 × головні дизельних двигуни Electro-Motive Diesel Model 16-248 2 × 126-секційні хімічних батареї типу «Сарго» 4 × високошвидкісні електродвигуни General Electric з редукторами | | |
| Гвинти | 2 | 2 |
| Потужність | 2 740-5400 к.с. | 2 740-5400 к.с. |
| Озброєння | | |
| Артилерія | 1 × 76-мм палубна гармата / 50 калібрів                                                                                      | 1 × 76-мм палубна гармата / 50 калібрів                                                                                      |
| Торпедно- мінне озброєння | 10 × 533-мм торпедних апаратів 16 торпед 2 × 1016-мм мінних загороджувачі (60 мін)                                           | 10 × 533-мм торпедних апаратів 16 торпед 2 × 1016-мм мінних загороджувачі (60 мін)                                           |
| ППО | 1 × 40-мм зенітна гармата Bofors L60 1 × 20-мм автоматична зенітна гармата «Ерлікон»                                         | 1 × 40-мм зенітна гармата Bofors L60 1 × 20-мм автоматична зенітна гармата «Ерлікон»                                         |

«Гардер» (англ. USS Harder (SS-257) — американський дизель-електричний океанський підводний човен типу «Гато», що перебував у складі військово-морських сил США у роки Другої світової війни.
Підводний човен брав участь у бойових діях на Тихому океані за часи Другої світової війни. За рік служби «Гардер» здійснив лише 6 бойових походів, під час яких затопив 19 суден, ставши одним з найрезультативнішим підводних човнів США за кількістю потоплених суден.
Загалом за бойові заслуги, проявлену мужність та стійкість у боях «Гардер» удостоєний шести бойових зірок та нагороджений Президентською відзнакою.
Після війни капітан корабля командер Семюель Девід Ділі був посмертно удостоєний медалі Пошани.

## Історія створення
«Гардер» був закладений 1 грудня 1941 року на верфі компанії General Dynamics Electric Boat у місті Гротон, штат Коннектикут. 19 серпня 1942 року він був спущений на воду, а 2 вересня 1942 року увійшов до складу ВМС США.

## Історія служби
Після введення до строю, «Гардер» перейшов зі Східного узбережжя США через Панамський канал до Перл-Гарбора. Після нетривалого перебування на базі в Перл-Гарборі 7 червня 1943 року підводний човен вийшов у своє перше військове патрулювання. Чергуючи біля узбережжя Японії, підводний човен потай пройшов у середину лінії ескортних кораблів і випустив чотири торпеди по конвою з двох кораблів, уразивши гідроавіаносець Sagara Maru (7189 BRT) (який був викинутий на берег, щоб запобігти затопленню, але пізніше знищений «Помпано»). 7 липня підводний човен повернувся на Мідвей.
24 серпня 1943 року Гардер вийшов у другий бойовий похід з Перл-Гарбора. Під час патрулювання біля острова Хонсю 9 вересня він атакував і потопив судно «Койо-Мару». Через два дні субмарина потопила вантажне судно «Йоко-Мару» ударом трьох торпед. Продовжуючи своє патрулювання, «Гардер» 19 вересня знищив транспорт «Качісан-Мару», який пішов на дно. 23 вересня американський човен потопив 4500-тонне вантажне судно «Кова-Мару» і 5800-тонний танкер «Дайшін-Мару» біля затоки Нагоя. Витративши торпеди, «Гардер» повернув на схід 28 вересня. Розстрілявши два озброєних траулера 29 вересня, він зайшов на Мідвей 4 жовтня і прибув у Перл-Гарбор через чотири дні.
У третьому бойовому поході «Гардер» діяв разом зі «Снуком» і «Парго», щоб сформувати скоординовану й, отже, більш ефективну атакувальну групу, відому як «вовча зграя». Під час походу американський підводний човен потопив транспортне судно «Удо-Мару». Коли кораблі ескорту почали скидати глибинні бомби, корабель продовжив атаку; ще дві торпеди добили «Хокко-Мару». «Гардер» витратив усі торпеди, багато з яких працювали нестабільно, але затопив останнє, третє, судно — 6000-тонне «Нікко-Мару». Сувора погода наступного дня остаточно потопила цю ціль. 30 листопада «Гардер» повернувся в Перл-Гарбор, а потім відплив на морську верф «Маре-Айленд» для капітального ремонту.
16 березня 1944 року підводний човен вийшов у четвертий патруль разом з «Сіхорс». У поході «Гардер» записав на свій рахунок японський есмінець «Ікадзучі», потоплений ним поблизу атолу Вулеаї.
У п'ятому поході «Гардер» діяв у взаємодії з «Редфін» і особисто потопив три японські есмінці «Хаянамі», «Танікадзе» і «Мінадзукі».
5 серпня 1944 року «Гардер» у супроводі «Хейка» та «Гаддо» вирушив з Фрімантла у свій шостий та останній бойовий похід. Визначеним районом дії човну було Південнокитайське море біля Лусона. 21 серпня «Гардер» і «Гаддо» приєдналися до «Рея», «Гуітарро» і «Рейтон» для проведення скоординованої атаки на японський конвой біля затоки Палаван, Міндоро. Японці втратили чотири пасажирські та вантажні судна, можливо, одно з них затопив «Гардер».
Рано наступного дня «Гардер» і «Гаддо» атакували та знищили три кораблі берегової оборони біля Батаана: «Гардер» потопив фрегати «Мацува» та «Хібурі»; потім, разом з «Хейком» тієї ночі, вони попрямували до Кайман-Пойнт, Лусон. На світанку 23 серпня «Гаддо» атакував і смертельно пошкодив «Асакадзе» біля мису Болінао. Ворожі траулери відбуксирували уражений есмінець до затоки Дасол, і «Гаддо», вичерпавши торпеди, повідомив «Гардер» та «Хейка» наступної ночі про напад і залишив вовчу зграю для поповнення на Біаку.
«Гардер» і «Хейк» залишилися біля затоки Дасол, шукаючи нові цілі. Перед світанком 24 серпня було помічено два кораблі, які вони спочатку ідентифікували як японський тральщик і трикомпонентний сіамський есмінець «Пхра Руанг». Пізніше було виявлено, що ці два кораблі були японським ескортним кораблем типу «D» CD-22 і дуже незвичайним есмінцем PB-102, що йшов під японським прапором. PB-102 був побудований у США і введений в експлуатацію як «Стюарт», есмінець класу «Клемсон», але він був пошкоджений японським вогнем під час битви в протоці Бадунг. Під час ремонту в сухому доку в Сурабаї в лютому 1942 року японці захопили аеродром на Балі, створивши загрозу для військово-морської бази, тому корабель затопили в доках на початку Другої світової війни. Імперський флот Японії виявив затонулий корабель, фахівці його підняли, відремонтували та знову ввели його в експлуатацію в 1943 році як патрульний корабель PB-102.
Коли «Хейк» наблизився до атаки, есмінець повернув у бік бухти Дасол. «Хейк» перервав наближення, повернув на північ, а потім побачив перископ «Гардера» приблизно в 550—640 м прямо попереду. Відвернувши на південь, щоб уникнути зіткнення, «Хейк» побачив CD-22 приблизно в 1800 м ліворуч, який повертався до них. Щоб уникнути атаки ескортного корабля, «Хейк» рушив глибоко й підготувався потай втекти від удару. О 07:28 екіпаж човна почув за кормою вибухи 15 глибинних бомб, після чого зв'язок з «Гардером» був втрачений.
В результаті японської атаки глибинними бомбами «Гардер» затонув з усім екіпажем. 2 січня 1945 року ВМС США офіційно оголосили про втрату.

## Виявлення рештків
22 травня 2024 року генеральний директор Tiburon Subsea Тім Тейлор і Lost 52 Project оголосили, що виявили затонулий корабель «Гардер» у Південнокитайському морі поблизу північного філіппінського острова Лусон. Відкриття Тейлора було підтверджено ВМС США на основі відеозапису, знятого з уламків. «Гардер» лежить майже неушкодженим і вертикально на глибині 1140 м. Велика пробоїна в лівому борті відразу за бойовою рубкою вказує на те, що «Гардер», ймовірно, отримав пряме влучення глибинною бомбою, подібно до долі «Лагарто», човна типу «Балао».